# Kleplichter
Een kleplichter is een hendel op het stuur van een brom- of motorfiets waarmee de uitlaatklep kan worden gelicht.

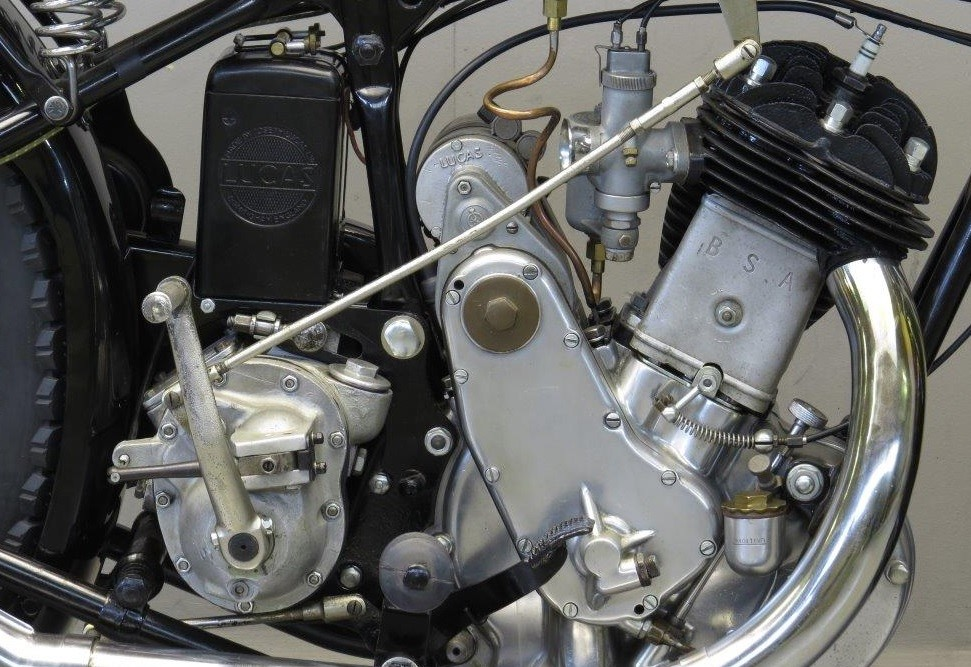
Het stangetje met veer aan de cilindervoet van deze BSA-zijklepmotor is de door een bowdenkabel bediende kleplichter

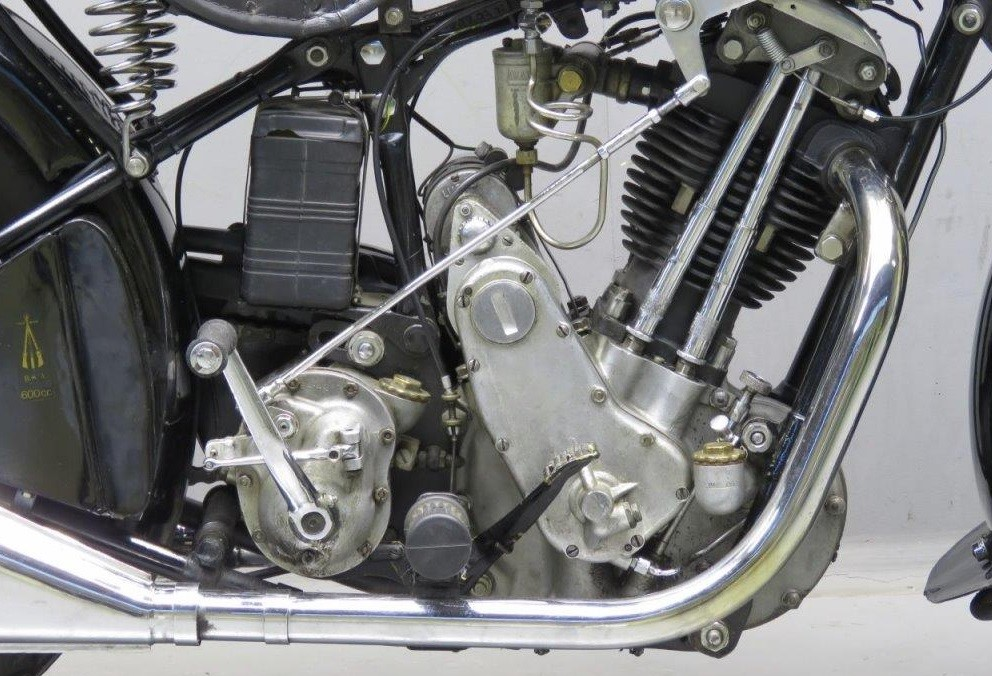
Bij de kopklepmotor van hetzelfde merk verhuisde de kleplichter naar de cilinderkop.

Hierdoor wordt er geen compressie opgebouwd. Zodoende kan de kickstarter in de compressiestand worden gezet. Dit gaat bij motorfietsen met een startmotor soms automatisch en wordt vaak décompresseur genoemd.